# Exochus kusigematii
Exochus kusigematii là một loài tò vò trong họ Ichneumonidae.